# Verbandsgemeinde Droyßiger-Zeitzer Forst
Die Verbandsgemeinde Droyßiger-Zeitzer Forst im Burgenlandkreis in Sachsen-Anhalt wurde am 1. Januar 2010 gebildet. Vorläufer der Verbandsgemeinde war die Verwaltungsgemeinschaft Droyßiger-Zeitzer Forst. Da Mitgliedsgemeinden von Verbandsgemeinden in Sachsen-Anhalt mindestens 1.000 Einwohner haben müssen und ihre Anzahl auf acht beschränkt ist, gab es noch am selben Tag folgende Veränderungen:
- Zusammenschluss der Gemeinden Bergisdorf (419 Einwohner), Droßdorf (694 Einwohner), Heuckewalde (434 Einwohner) und Schellbach (492 Einwohner) zur neuen Gemeinde Gutenborn (2.039 Einwohner)
- Zusammenschluss der Gemeinden Bröckau (378 Einwohner) und Wittgendorf (664 Einwohner) zur neuen Gemeinde Schnaudertal (1.042 Einwohner)
- Zusammenschluss der Gemeinden Breitenbach (305 Einwohner), Haynsburg (539 Einwohner) und Wetterzeube (1.101 Einwohner) zur neuen Gemeinde Wetterzeube (1.945 Einwohner)
- Zusammenschluss der Gemeinden Droyßig (1.774 Einwohner) und Weißenborn (363 Einwohner) zur neuen Gemeinde Droyßig (2.137 Einwohner)
- Zusammenschluss der Gemeinden Döschwitz (824 Einwohner), Grana (741 Einwohner) und Kretzschau (1.276 Einwohner) zur neuen Gemeinde Kretzschau (2.841 Einwohner)

Die angegebenen Einwohnerzahlen beziehen sich jeweils auf den Stichtag 31. Dezember 2008.

## Geographie
Die Verbandsgemeinde liegt an der Weißen Elster.

## Mitgliedsgemeinden
Zur Verbandsgemeinde Droyßiger-Zeitzer Forst gehören die folgenden fünf Mitgliedsgemeinden:
- Droyßig
- Gutenborn
- Kretzschau
- Schnaudertal
- Wetterzeube

## Politik
Die Wahl zum Verbandsgemeinderat am 25. Mai 2014 führte bei einer Wahlbeteiligung von 57,7 % zu folgendem Ergebnis:
| Partei        | Sitze | Stimmen |
| ------------- | ----- | ------- |
| CDU           | 7     | 33,6 %  |
| Die Linke     | 3     | 14,5 %  |
| Wählergruppen | 100   | 49,6 %  |

2016 wurde zudem der Bürgermeister der Verbandsgemeinde neu gewählt. Amtsinhaberin Manuela Hartung trat zu dieser Wahl nicht wieder an. In der Stichwahl am 18. September 2016 konnte sich der parteilose Uwe Kraneis mit 64,7 % der gültigen Stimmen gegen den CDU-Kandidaten Arnd Czapek durchsetzen.

### Wappen
| | Blasonierung: „In Silber eine blaue Weintraube mit zwei grünen Blättern und Stiel sowie schwarzen Ranken zwischen zwei aus den Außenseiten eines grünen Dreibergs wachsenden, in den Schildrand verschwindenden grünen Nadelbäumen mit schwarzem Stamm; der Dreiberg belegt mit einem silbern konturierten blauen Wellenbalken.“ |
| Wappenbegründung: Die Farben der Verbandsgemeinde sind Grün - Weiß. Die Nadelbäume stehen für die waldreiche Umgebung der Region, nach der die Verbandsgemeinde ihren Namen gewählt hat. Der Dreiberg symbolisiert die bergige Landschaft, während der Wellenbalken die Weiße Elster darstellt. Die Weintraube gibt Auskunft über den hier betriebenen Weinanbau und nimmt Bezug auf die durch das Gebiet führende Weinstraße. Das Wappen wurde vom Heraldiker Jörg Mantzsch aus Magdeburg gestaltet und am 8. November 2017 durch den Burgenlandkreis genehmigt. | |

### Flagge
Die Flagge ist Grün - Weiß (1:1) gestreift (Querform:Streifen waagerecht verlaufend, Längsform: Streifen senkrecht verlaufend) und mittig mit dem Verbandsgemeindewappen belegt.

## Verkehr
Durch die Verbandsgemeinde führen die Bundesstraßen 2 und 180. Außerdem liegen die Bahnhöfe Haynsburg und Wetterzeube an der Bahnstrecke Leipzig-Gera-Saalfeld im Verbandsgemeindegebiet.